# Mel
Mel este o comună din provincia Belluno, regiunea Veneto, Italia, cu o populație de 5.968 locuitori (1 ianuarie 2017) și o suprafață de 86,24 km².

## Demografie
Mel - evoluția demografică

|  | Graficele sunt indisponibile din cauza unor probleme tehnice. Mai multe informații se găsesc la Phabricator și la wiki-ul MediaWiki. |

Date: Recensăminte sau birourile de statistică - grafică realizată de Wikipedia